# Nagoro
Nagoro ou Nagoru, conhecida atualmente como Vila de Bonecos Nagoro (em japonês:  名頃かかしの里), é uma vila no Vale de Iya, na ilha de Shikoku, na província de Tokushima, no Japão. É conhecida pelo grande número de bonecos realistas posicionados por toda a vila, que a tornaram uma atração turística.
A vila está localizada na Rota Nacional 439 no Vale de Iya, uma área montanhosa remota. Anteriormente, ela tinha cerca de 300 habitantes, mas o declínio da população japonesa fez com que esse número caísse para 35 em janeiro de 2015, depois para 30 em agosto de 2016, e para 27 três anos depois, em setembro de 2019.
No início dos anos 2000, Tsukimi Ayano, cuja família deixou a área quando ela era criança, voltou para Nagoro para cuidar de seu pai e fez um boneco à sua semelhança, que ela colocou em um campo. Desde então, Ayano fez mais de 400 bonecos, incluindo substitutos, e cerca de 350 estão na vila. Muitos deles são baseados em moradores ou ex-moradores, enquanto outros são pessoas inventadas.
Logo, outros seguiram os passos de Ayano. A escola da aldeia, que fechou em 2012, tem um grande número de bonecos; em uma sala de aula, duas crianças são autorretratos dos dois últimos alunos a estudar lá, que as vestiram com suas próprias roupas. Outros bonecos incluem três homens sentados na base de um poste telefônico nos arredores da vila, um homem pescando no rio, um grupo em um ponto de ônibus e trabalhadores de serviços públicos realizando trabalhos na estrada. A vila tornou-se uma atração turística e é conhecida atualmente como Vila de Bonecos Nagoro.
A Barragem de Nagoro, que fica próxima da vila, foi concluída em 1961 e é usada para geração de energia hidrelétrica.
Em 2020, a vila foi destaque no episódio final do documentário James May: Our Man in Japan, onde um espantalho foi feito com base na aparência de James.